# Castelnuovo Bozzente
Castelnuovo Bozzente là một đô thị ở tỉnh Como trong vùng Lombardia, có cự ly khoảng 35 km về phía tây bắc của Milano và khoảng 12 km về phía tây nam của Como. Tại thời điểm ngày 31 tháng 12 năm 2004, đô thị này có dân số 810 người và diện tích là 3,7 km².
Castelnuovo Bozzente giáp các đô thị: Appiano Gentile, Beregazzo con Figliaro, Binago, Tradate, Venegono Inferiore.